# Loppecirkus
Loppecirkus er et cirkus hvor de optrædende artister er menneskelopper (Pulex irritans). Loppecirkus var almindeligt som markedsgøgl gennem flere århundreder.
Lopper er bemærkelsesværdige væsener på grund af deres kropsstruktur og især de kraftige bagben, hvormed de er i stand til at springe, løfte, kaste eller bevæge genstande, der er langt større end dem selv. De cirkusnumre, som cirkuslopper optræder med er bl.a. linedans, balancering med kugle (liggende på ryggen), trækning af tunge genstande (eksempelvis vogne), kastning af genstande (små kugler).
Lopperne er i sig selv små, men de genstande de arbejder med har en så stor størrelse, at det bliver synligt og virker imponerende. Fremførelsen vil normalt foregå i en lille cirkusarena i miniatureudgave, og rekvisitterne minder om rigtige cirkusrekvisetter.
Fra 1952 til 1965[kilde mangler] genoptog ægteparret Willy og Else Torp traditionen i Tivoli i København, hvor de drev deres lille loppecirkus i "Smøgen" med gamle traditionelle rekvisitter fra en lille manege med en række fast monterede forstørrelsesglas, der gav publikum de bedste muligheder for at komme tæt på. I 1965 måtte det lukke på grund af mangel på artister. Familien Torp havde tidligere optrådt i England og Egypten og sønnen John Torp optrådte fra 1960 i USA og på Tenerife.
Hygiejne-standarden i Danmark blev gradvis så høj, at der ikke kunne skaffes lopper lokalt. De anvendte lopper skulle samtidig tilhøre en loppeart med så lang levetid som muligt, så det var muligt først at nå at træne dem, og derefter have en så lang periode som muligt hvor de fungerede som artister.
Lopper har en meget varierende levetid, der spænder fra tre uger og helt op til mange måneder. I det københavnske loppecirkus i Tivoli anvendtes oprindelig danske lopper og senere lopper fra Spanien. Lopperne havde typisk en levetid på omkring tre måneder, hvor den første måned blev anvendt til optræning og de blev herunder forsynet med et "seletøj" (en lille metaltråd af platin, der hindrede dem i at hoppe længere væk end cirkusdirektørerne ønskede). Derefter var lopperne aktive artister i ca. en måned hvorefter de gik på "pension". Enkelte udholdende lopper kunne dog fortsatte i mere specielle numre.
Rekvisitterne fra Willy og Else Torps loppecirkus i Tivoli blev senere udstillet på Tivoli Museet, der blev oprettet 1993 i anledning af Tivolis 150 års jubilæum. Her var de udstillet indtil museet lukkede i 1999. Effekterne er nu udlånt til Cirkusmuseet i Hvidovre.
Der findes fortsat loppecirkus flere steder i verden, bl.a. Tyskland, England, Irland og USA.

## Eksterne links
- Willy og Else Torps Loppe Cirkus i Tivoli – Billeder og avisudklip med interviews af Willy og Else Torp Arkiveret 26. september 2011 hos  Wayback Machine
- John Torps Loppecirkus i USA – Billeder og avisudklip med interview Arkiveret 26. maj 2008 hos  Wayback Machine
- Acme Miniature Flea Circus Video – YouTube video fra loppecirkus ved Philadelphia Fringe Festival 2007
- International Flea Circus Directory – med oversigt over Loppecirkus i hele verden